# ماسكا (مغني)
باستيان فينسان (بالفرنسية: Bastien Vincent) المعروف في الوسط الفني باسم ماسكا (بالفرنسية: Maska) وهو مغني راب فرنسي ولد في يوم 21 مايو 1985 في باريس، فرنسا نشأ في فرنسا ويعيش حاليًا في فرنسا منذ صغره. وهو عضو في مجموعة الهيب هوب الفرنسية سكسيون داسوت.

## روابط خاريجية
- ماسكا (مغني) على موقع ميوزك برينز (الإنجليزية)
- ماسكا (مغني) على موقع ديسكوغز (الإنجليزية)